# Balkanika Music TV
Balkanika Music Television (kyrillisch Балканика) ist ein bulgarischer 24-Stunden-Musiksender, der auch über Satellit Eutelsat W2 in ganz Europa, sowie in den USA und Kanada empfangen werden kann.
Der Sender gehört dem bulgarischen Musiksender FEN TV Ltd. (bulgarisch ФЕН ТВ) mit Sitz in Sofia und strahlt, im Gegensatz zu MTV Adria, Musikvideos aus allen südosteuropäischen Ländern sowie der Türkei aus. Das macht ihn zu einem einzigartigen Sender, in dem die Kultur der gesamten Region vertreten ist.
Am 25. August 2005 ging das Programm aus Sofia auf Sendung. Der Musiksender setzt sich das Ziel den Musikreichtum der Balkanhalbinsel zu sammeln und ihn nach Selektion auszustrahlen.
Die ausgestrahlten Produktionen sind Musikern aus der Region vorbehalten und an junge Erwachsene in den Städten gerichtet. Die Musikrichtung der Produktionen variiert von Ethno, Pop und Rock bis hin in das in der Region populäre Turbo-Folk.
- Siehe auch Balkan Music Awards